# Fièvre hémorragique de Crimée-Congo
 Mise en garde médicale
La fièvre hémorragique de Crimée-Congo (ou fièvre hémorragique de Congo-Crimée) est une fièvre hémorragique virale due à un virus du genre Orthonairovirus, l'un des sept genres de la famille Nairoviridae. Les 41 membres du genre Orthonairovirus se transmettent sans exception par l'intermédiaire d'acariens (comme les tiques de la famille des Argasidae ou des Ixodidae) mais seuls trois d'entre eux sont avec certitude à l'origine d'infections humaines : le virus de Dugbe, le virus de la maladie du mouton de Nairobi et le virus de la fièvre hémorragique de Crimée-Congo, principal agent pathogène chez l'humain parmi les trois.
Bien qu'il s'agisse à la base d'une zoonose, des cas de transmission interhumaine (par contact sanguin ou avec des sécrétions corporelles) produisent des flambées épidémiques chez l'humain.
Cette maladie est endémique dans de nombreux pays d'Afrique, d'Europe et d'Asie et, en 2001, des cas où des flambées ont été notifiés au Kosovo, en Albanie, en Iran, au Pakistan et en Afrique du Sud. En 2022, une nouvelle souche a été identifiée dans le Caucase en fédération de Russie.

## Découverte du virus
La maladie a été décrite pour la première fois en Crimée en 1944 ce qui explique qu'elle ait été appelée fièvre hémorragique de Crimée. En 1969, il a été établi que l'agent pathogène responsable était identique à celui de 1956 au Congo. L'association des deux noms a donné le terme de fièvre hémorragique Crimée-Congo. La maladie est grave et entraîne une mortalité élevée chez l'humain (de l'ordre de 10 % à 40 %), mais elle survient rarement. On peut supposer qu'elle est plus courante chez les autres animaux.

## Distribution
Des cas ont été rapportés dans l'ouest de la Crimée, la péninsule de Kertch, le Kazakhstan et l'Ouzbékistan, les régions de Rostov[Lequel ?] et Astrakhan en Russie, ainsi qu'en Bosnie-Herzégovine, en Albanie, en Bulgarie, en Irak, dans la péninsule Arabique, au Pakistan, dans l'ouest de la Chine, en Afrique tropicale, en Afrique du Sud et en Turquie (centre et nord de l'Anatolie). 
Des enquêtes séroépidémiologiques ont montré que le virus circule en Tunisie ainsi qu'en Espagne.
En France, le virus de la FHCC a été détecté pour la première fois sur des tiques collectées dans des élevages bovins du sud du pays en 2023, mais aucun cas humain autochtone n’a été constaté. 
Des épidémies ont probablement sévi dans des temps plus anciens si on en juge par la découverte en 2016 de fragments de protéines virales dans des poteries datant de l'âge du fer,.

## Réservoir
Lièvres, oiseaux, tiques, rongeurs, animaux domestiques.

## Vecteur
Le virus est transmis par des tiques, plus particulièrement (1 souche par vecteur) :
- Hyalomma nitidum ;
- Amblyomma variegatum (en) ;
- Rhipicephalus decoloratus.

## Le virus
Il a une répartition géographique étendue, à l'instar de celle du vecteur, la tique. On a établi sa présence en Afrique, en Asie, au Moyen-Orient et en Europe orientale. Les agents de santé et leurs patients dans les zones d'endémie doivent être conscients de cette maladie et connaître les mesures de lutte prophylactique. Le risque nosocomial (transmission en milieu hospitalier) est avéré.
L'une des protéines virales dégrade la membrane des mitochondries et favorise l'apoptose.

## Transmission du virus
La piqûre d'une tique adulte infectieuse ou l'exposition à du sang ou à des sécrétions contaminés peut causer la maladie. L'abattage d'animaux infectés favorise également la transmission du virus. Les cas se sont produits en majorité chez ceux qui travaillent au contact des animaux, comme les exploitants agricoles, les employés des abattoirs ou les vétérinaires.

## Incubation
La période d'incubation varie selon le mode de contamination. Après une morsure de tique, elle est en général d'un à trois jours, pouvant aller jusqu'à neuf jours au maximum. Après contact avec du sang ou des tissus contaminés, elle est en général de cinq à six jours, mais peut se prolonger jusqu'à un maximum documenté de treize jours.

## Signes cliniques
L'apparition des symptômes est brutale : fièvre, myalgies (douleurs musculaires), vertiges, raideur et douleurs de la nuque, douleurs dorsales, céphalées, yeux sensibles et photophobie. On observe parfois au début des nausées, des vomissements et un mal de gorge, s'accompagnant éventuellement de diarrhées et de douleurs abdominales. Dans les jours qui suivent, le patient peut présenter de brutales sautes d'humeur et parfois de la confusion et de l'agressivité. Après deux à quatre jours, la somnolence, la dépression et la lassitude remplacent l'agitation et les douleurs abdominales viennent se localiser dans le quadrant supérieur droit, avec une hépatomégalie à la palpation (augmentation du volume du foie).
D'autres signes cliniques apparaissent : tachycardie (accélération du rythme cardiaque), adénopathies (tuméfaction des ganglions), éruption pétéchiale (éruption provoquée par des hémorragies dans la peau) à la fois sur les muqueuses, comme dans la bouche ou dans la gorge, et sur la peau. Les pétéchies peuvent aboutir à la formation d'ecchymoses (lorsqu'elles couvrent une plus grande surface) et d'autres phénomènes hémorragiques, comme le méléna (hémorragie de l'intestin grêle entrainant l'émission de sang noir dans les selles), l'hématurie (sang dans les urines), des épistaxis (saignements de nez) et des saignements de gencives. Les sujets les plus gravement atteints peuvent développer une insuffisance hépatique, rénale et pulmonaire à partir du cinquième jour de maladie.
Le taux de mortalité s'établit autour des 30 %, la mort survenant au cours de la deuxième semaine de maladie. Pour ceux qui se rétablissent, l'état général commence à s'améliorer à partir du neuvième ou dixième jour après l'apparition des symptômes.
La charge virale semble corrélée avec le pronostic.

## Diagnostic
Il est fait par sérologie ou par PCR.
Le diagnostic définitif nécessite des tests :
- test de réaction de polymérisation en chaîne après transcription inverse (RT-PCR) ;
- dosage immuno-enzymatique (ELISA) des anticorps IgG et IgM; tests de détection d'antigènes ;
- isolement du virus par culture cellulaire. La manipulation et le traitement des échantillons nécessitent des laboratoires bien équipés dans des conditions de confinement biologique maximales et le personnel recueillant les échantillons doit être formé[15]

## Traitement
Un suivi intensif est obligatoire pour le remplacement du volume et des constituants sanguins.
On a utilisé la ribavirine (antiviral) mais son efficacité reste discutée.
L'utilité de la méthode thérapeutique des plasmas immuns prélevés sur des patients guéris n'a pas été prouvée bien qu'elle ait été utilisée à plusieurs reprises,.
Un vaccin est disponible depuis les années 1970 dans l'ancien bloc de l'Est mais celui-ci est peu efficace.